# Élections générales britanniques de 1865
Les élections générales britanniques de 1865 se sont déroulées du 11 au 24 juillet 1865. Ces élections sont remportées par les libéraux.

## Résultats
| Parti | Parti              | Candidats | Candidats | Candidats | Candidats | Votes   | Votes | Votes |
| Parti | Parti              | Présentés | Élus      | +/-       | %         | Nombre  | %     | +/-   |
| ----- | ------------------ | --------- | --------- | --------- | --------- | ------- | ----- | ----- |
|       | Parti libéral      | 516       | 369       | +13       | 56,1      | 508 821 | 59,5  | -6,2  |
|       | Parti conservateur | 406       | 289       | -9        | 43,9      | 346 035 | 38,4  | +6,2  |
| Total | Total              | 922       | 658       | =         | 100       | 854 856 | 100   | =     |